# Bulletin of the British Ornithologists’ Club
Bulletin of the British Ornithologists’ Club – czasopismo naukowe publikowane przez British Ornithologists’ Club (BOC). Cytowane w skrócie jako Bull. B. O. C. W biuletynie tym opublikowano wiele opisów nowo odkrytych gatunków ptaków. Ukazuje się 4 razy w roku (kwartalnik). Obecnie redaktorem naczelnym czasopisma jest Guy Kirwan.

## Lista redaktorów naczelnych
Lista redaktorów biuletynu z datami urzędowania:
- Richard Bowdler Sharpe – 1892–1904
- W.R. Ogilvie-Grant – 1904–1914
- David Armitage Bannerman – 1914–1915
- D. Seth-Smith – 1915–1920
- Percy R. Lowe – 1920–1925
- Norman B. Kinnear – 1925–1930
- G. Carmichael Low – 1930–1935 i 1940–1945
- C.H.B. Grant – 1935–1940 i 1947–1952
- W. P. C. Tenison – 1945–1947
- J.G. Harrison – 1952–1961
- J.J. Yealland – 1962–1969
- C.W. Benson – 1969–1974
- Hugh Elliott – 1974–1975
- J.F. Monk – 1976–1990
- D.W. Snow – 1991–1997
- C.J. Feare – 1997–2003
- Guy Kirwan – od 2004